# 2006年冬季残疾人奥林匹克运动会法国代表团
2006年冬季残疾人奥林匹克运动会法国代表团是法国派出的2006年冬季残疾人奥林匹克运动会代表团。获得7枚金牌、2枚银牌和6枚铜牌。